# Turmell
En anatomia humana, el turmell, la clavilla, el clavillar o el torterol és l'articulació formada al punt d'unió del peu i la cama. És format per tres ossos: el peroné, la tíbia i l'astràgal. El calcani i l'escafoides, tot i que no formen part del turmell, també hi posen lligaments importants.
Els lligaments més importants, car són els que proporcionen estabilitat a l'articulació, són:
- el lligament deltoide: uneix l'astràgal i el calcani amb la tíbia; es troba al costat interior del turmell.
- els lligaments laterals: són el peroneoastragalí anterior, el peroneoastragalí posterior i el lligament calcaniofibular. Uneixen l'astràgal i el calcani amb el peroné; es troben al costat exterior del turmell